# Lucanus lunifer
Lucanus lunifer es una especie de coleóptero de la familia Lucanidae.

## Distribución geográfica
Habita en Bután, Tíbet, Yunnan, Kashmir,  Sikkim, Darjeeling y Nepal.